# Distrito de Sokh
Sokh (en uzbeko: Soʻx tumani) es un tuman (distrito) de la provincia de Ferganá. Su centro administrativo es el poblado de Ravon. Sokh es un distrito de Uzbekistán, rodeado por Kirguistán, de mayoría tayika. El distrito no es un enclave único ya que tiene jurisdicción sobre dos enclaves separados: el de Sokh (Sokh del sur) y Chon-Gara (Sokh del norte). Su posición como enclave uzbeko en territorio kirguís ha dado lugar a algunas tensiones como la ocurrido en 1999 por la colocación de minas en la frontera. En 2001 se intentó negociar un intercambio de territorio: un corredor entre el enclave con el resto de Uzbekistán a cambio de un territorio montañoso. Las negociaciones no prosperaron.

## Etimología
El nombre del tuman (distrito) proviene del río Sokh. El nombre "Sokh" proviene de la palabra persa-tayika "sӯkh-tan" [سوختن], que significa quemar, encender. No solo hace referencia al distrito, también hace referencia al río que lo recorre: el río Sokh.

## Geografía
El distrito de Sokh consta de dos partes, cada una un enclave diferente, ambos aislados del resto de Uzbekistán, rodeado por la provincia kirguisa de Batken. La frontera del distrito de Sokh con Kirguistán es de 135 km de largo, con nueve puestos fronterizos custodiados por Kirguistán. Ambos enclaves están conectados a territorio uzbeko por medio del río Sokh.
El distrito de Sokh se divide en dos partes, separadas por Kirguistán:
- Sokh del norte (o Bajo Sokh), incluida la ciudad de Chon-Qora.
- Sokh del sur (o Alto Sokh), que es mucho más extenso que Sokh del norte.

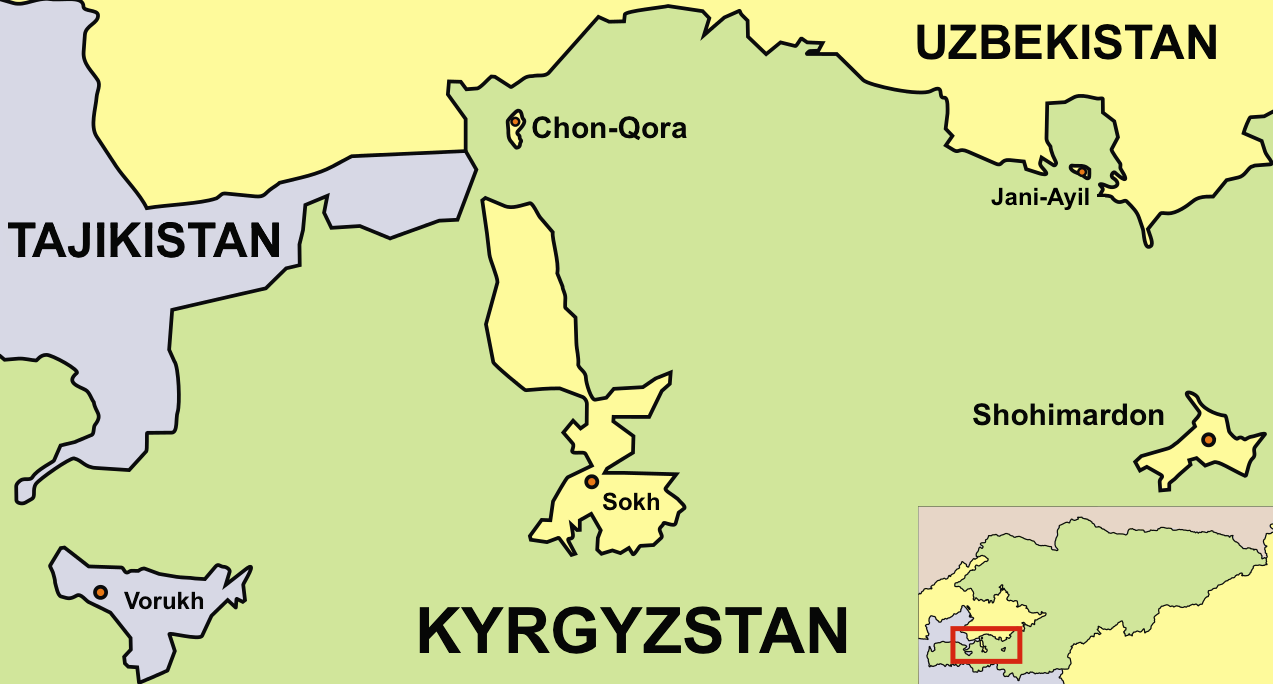
Mapa de los 4 enclaves de Uzbekistán dentro de Kirguistán.

Uzbekistán tiene 4 enclaves, estos son, Shakhimardan, Jangyy-Ayyl, Sokh (Sokh del sur) y Chon-Gara (Sokh del norte). El distrito abarca 2 de los 4 enclaves de Uzbekistán, todos rodeados por territorio de Kirguistán.
El área abarca 19 localidades con una población urbana del 65,9 por ciento y una población rural del 34,1 por ciento. Es 99 por ciento tayiko, 0,7 por ciento kirguís y 0,3 por ciento uzbeko.

## Historia
En el área se han encontrado vestigios de asentamientos anteriores, como durante las excavaciones de 1893 cuando se encontró un amuleto de piedra con una estatua de serpiente que data de la Edad del Bronce, del II milenio a. C.

Una de las referencias más antiguas a la ciudad se encuentra en el libro Khudud al-Alam, tratado geográfico persa de 982, que indica a Sokh como ciudad:
Sökh está en las montañas en la frontera entre Buttamän y Farghäna y tiene 60 pueblos.
Junto con Kokand, Sokh fue uno de los centros de la revuelta de Basmachi de 1918 a 1924.
Sokh fue creado en 1955 como enclave de la República Socialista Soviética de Uzbekistán. Hay algunas teorías respecto a esto. Una la leyenda local sostiene que el territorio fue «perdido por un funcionario del Partido Comunista de Kirguistán en un juego de cartas con su homólogo uzbeko». Otros dicen que tenía sentido asignar el área a Uzbekistán porque las carreteras que corren a lo largo del río Sokh conectan con Uzbekistán al norte en lugar de atravesar el accidentado territorio de Kirguistán al este y al oeste del área en cuestión. Otra afirma que era parte de Uzbekistán, pero Moscú anexó la mayor parte de la sección norte a la entonces República Socialista Soviética de Kirguistán. Desde entonces, Sokh ha sido un enclave dentro de Kirguistán.
En 1999, Uzbekistán afirmó que militantes del Movimiento Islámico de Uzbekistán (IMU) estaban utilizando Sokh como base para atacar a Uzbekistán y Kirguistán. A principios de ese año, Tashkent había sido sacudido por una serie de atentados con coches bomba atribuidos a la IMU. Uzbekistán comenzó a colocar minas en la frontera alrededor de Sokh, lo que enfureció a los kirguís que afirman que Uzbekistán colocó minas en su territorio.
El 26 de febrero de 2001, se adoptó un memorando bilateral sobre la delimitación de la frontera estatal, que enfatizó la "conveniencia" de conectar el distrito de Sokh con Uzbekistán. A cambio, a los kirguises se les ofreció un territorio igual de Uzbekistán. Resultó que el territorio ofrecido para el intercambio era una cadena montañosa sin vida, por lo que Kirguistán la rechazó.

## Economía
La economía de Sokh se basa principalmente en la agricultura (patatas y frutas). Los campos son abastecidos por el río Sokh, por lo que la agricultura solo es posible en la llanura del valle. El valle de Sokh forma un oasis fluvial en los prados estériles circundantes. La migración estacional de la fuerza laboral masculina a Rusia también es importante. 
El enclave contiene veintiocho escuelas (школ), dos colegios (колледжа), tres clínicas, doce dispensarios y diez centros de salud de las aldeas.

## Infraestructura

### Transporte
No hay autobuses o trenes regulares que conecten Sokh con ninguna otra ciudad. Los automóviles privados y los taxis son los únicos medios de transporte.
El aeropuerto o la estación de tren más cercana para los residentes de Sokh está a unos 120 kilómetros de la ciudad de Ferganá, la capital de la provincia. La ciudad de Rishtan, la ciudad uzbeka más cercana de se encuentra a 70 kilómetros de Sokh. El camino de Sokh a la ciudad de Ferganá o Rishtan implica pasar al menos cinco puestos de control kirguís, donde les detienen para revisar los pasaportes y autos, donde ha habido casos de extorción y de retenciones mayores de lo habitual.

### Medios de comunicación
El distrito de Sokh tiene medios de comunicación locales, incluidos canales de televisión de noticias y entretenimiento y el periódico semanal Sadoi Sokh (La voz de Sokh) publica en tayiko.

## Demografía
El distrito de Sokh tienen una población de 74,1 mil personas, de las cuales 38,8 mil personas (65,9%) son población urbana y 20,1 mil (34,1%) son población rural. Están distribuidos en 19 asentamientos.
La composición étnica de los habitantes es la siguiente: 99,2% tayikos, 0,7% kirguís, 0,1% uzbekos y otras etnicidades.

### Desarrollo poblacional
Según datos de archivo, en 1909 el volost de Sokh formaba parte del distrito de Kanibadam, donde vivían 12.144 residentes en 2.594 metros, de los cuales 8.853 eran tayikos y 3.291 kirguís.
Actualmente tiene una población de 74.100 personas, de las cuales 38,8 mil personas (65,9%) son población urbana y 20,1 mil (34,1%) son población rural. Están distribuidos en 19 asentamientos.

### Idioma
La mayoría de la población habla tayiko, en especial un dialecto de la lengua tayika denominada como "Ferganá del Sur", y se divide en dos grupos: el primero consiste en los descendientes de los aborígenes del valle, que no han sufrido turkización y asimilación por las tribus y pueblos de habla turca, el segundo - los descendientes de inmigrantes de regiones montañosas, principalmente de Karategin, y (en menor medida) recién llegados de otros lugares: Samarcanda, Samgar, Khojent, que viven en las partes superior y suroeste del valle.
Muchos residentes del enclave hablan tradicionalmente tres o más idiomas (tayiko, uzbeko, ruso, kirguís), pero el idioma nativo de casi todos sus habitantes es el tayiko. Los medios de comunicación locales, en particular el semanario Sadoi Sukh (Voice of Sokha), se publican en tayiko. En todas las instituciones de educación secundaria general y especial, de las cuales hay más de tres docenas en las aldeas de Sokh, la instrucción se lleva a cabo en el idioma tayiko, aunque no tiene el estatus de idioma estatal en Uzbekistán

### Educación
Hay 26 escuelas (школ) y 4 colegios (колледжа) en las veinte aldeas del distrito de Sokh. Todas ellas enseñan en idioma tayiko. Durante muchas décadas, las universidades de Tayikistán han sido el principal lugar de formación para los graduados de las escuelas de Sokh. Pero, las relaciones entre Tashkent y Dushanbe se han ido deteriorando, de tal manera que los funcionarios de educación de Uzbekistán ya no reconocen los títulos universitarios de Tayikistán. Debido a esto los estudiantes suelen continuar sus estudios en universidades de Uzbekistán